# Djombi (Kontcha)
Pour l’article homonyme, voir Djombi.
Djombi, aussi appelé Hosséré-Djombi, est un village du Cameroun, situé dans la région d'Adamaoua. Il fait partie de la commune de Kontcha, et du département de Faro-et-Déo.

## Géographie
Djombi est situé dans le plateau de l'Adamaoua, proche de la frontière nigériane et de la montagne éponyme hosséré Djombi.

## Population
Djombi compte 132 habitants, 73 hommes et 59 femmes selon les dernières données disponibles datant de 2005.

### Conflits
En 2017, la région fut touchée par une attaque violente de Boko Haram contre une Commission internationale Cameroun - ONU - Nigeria, chargée du suivi de la construction des bornes  sur la frontière Cameroun-Nigéria. L'attaque fit cinq victimes parmi la Commission dont l'ingénieur Daraoudaï Jakaou dont la mort émut la nation, et qui reçut la médaille de chevalier de l'ordre de la valeur à titre posthume.